# Michel Valloggia
Michel Valloggia, né le 25 novembre 1942 à Genève, est un égyptologue, archéologue et enseignant suisse.

## Biographie
Tout en étant membre scientifique de l’Institut français d'archéologie orientale au Caire, de 1975 à 1977, il obtient un doctorat ès lettres de l'université de Genève en 1975 puis un diplôme de la section des sciences historiques et philologiques de l'École pratique des hautes études de Paris en 1976.
Puis il conduit une mission de l'IFAO entre 1977 et 1993 pour la fouille archéologique de Balat dans l'oasis de Dakhla. Il est actuellement directeur de la mission archéologique franco-suisse d'Abou Rawash.
Il est l'auteur de nombreuses publications.
Il est associé étranger de l'Académie des inscriptions et belles-lettres depuis le 8 février 2013.

## Publications
- « Remarques sur les noms de la reine Sébek-Ka-Rê Néferou Sébek », Revue d'égyptologie (RdE), no 16,‎ 1964, p. 45-53
- « Amenemhat IV et sa corégence avec Amenemhat III », RdE, no 21,‎ 1969, p. 107-133
- « Les vizirs des XIe et XIIe dynasties », Bulletin de l'IFAO (BIFAO), no 74,‎ 1974, p. 123-134
- « À propos du titre " Économe " », BIFAO, no 76,‎ 1976, p. 343-346
- « Un groupe inédit du Moyen Empire », BIFAO, no 77,‎ 1977, p. 137-144
- « Rapport préliminaire sur la première campagne de fouilles à Balat (Oasis de Dakhleh) », BIFAO, no 78,‎ 1978, p. 65-80
- « La fouille du mastaba V de Balat (Oasis de Dakhleh) », Bulletin de la société française d'égyptologie (BSFE), no 84,‎ 1979, p. 6-20
- « Rapport préliminaire sur la deuxième campagne de fouilles du mastaba V à Balat (Oasis de Dakhleh) », BIFAO, no 79,‎ 1979, p. 51-61
- « Rapport préliminaire sur la troisième campagne de fouilles du mastaba V à Balat (Oasis de Dakhleh) », BIFAO, no 80,‎ 1980, p. 97-128
- « Rapport préliminaire sur la quatrième campagne de fouilles du mastaba V à Balat (Oasis de Dakhleh) », BlFAO, no 81,‎ 1981, p. 227-236
- « Rapport préliminaire sur la cinquième campagne de fouilles du mastaba V à Balat (Oasis de Dakhleh) », Annales du service des antiqués égyptiennes (ASAE), no 69,‎ 1983, p. 121-129
- « La stèle d'un chef d'expédition de la première période intermédiaire », BIFAO, no 85,‎ 1985, p. 259-266
- « Rapport préliminaire sur la sixième campagne de fouilles du Mastaba V à Balat (Oasis de Dakhla) », ASAE, no 70,‎ 1984-1985, p. 163-166
- « Rapport préliminaire sur les septième et huitième campagnes de fouilles des secteurs des Mastabas I et V à Balat (Oasis de Dakhla) », ASAE, no 70,‎ 1984-1985, p. 167-173
- « Le Papyrus Bodmer 107 ou les reflets tardifs d'une conception de l'éternité », RdE, no 40,‎ 1989, p. 131-144
- « Nouvelles fouilles de l'IFAO dans la nécropole de Qila' el-Dabba (Balat) : le dégagement du mastaba de Pépi-Ima », BSFE, no 116,‎ 1989, p. 17-30
- « Un groupe statuaire découvert dans le mastaba de Pépi-Jma à Balat », BIFAO, no 89,‎ 1989, p. 271-282
- « Le Papyrus Bodmer 103 : un abrégé du Livre des Morts de la Troisième Période Intermédiaire », CRIPEL, no 13,‎ 1991, p. 129-136
- « Une coupe à décor thériomorphe provenant de Balat », BIFAO, no 93,‎ 1993, p. 391-402
- « Charles Maystre (1907-1993) », RdE, no 45,‎ 1994, p. 3-5
- « Bibliographie de Charles Maystre », RdE, no 45,‎ 1994, p. 6-9
- « Le complexe funéraire de Radjedef à Abou Roasch : état de la question et perspectives de recherches », BSFE, no 130,‎ 1994, p. 5- 17